# 2 Batalion Komandosów Zmotoryzowanych

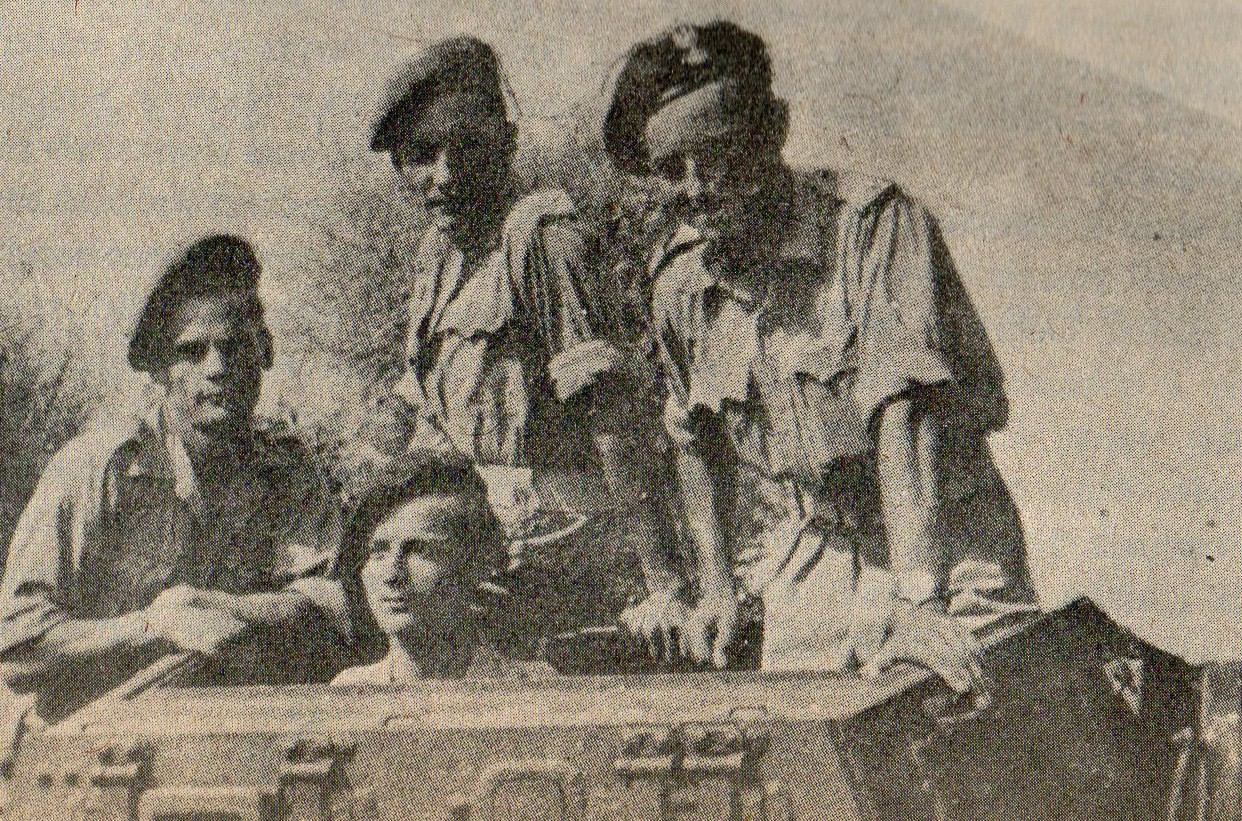
Żołnierze batalionu w mieście Macerata

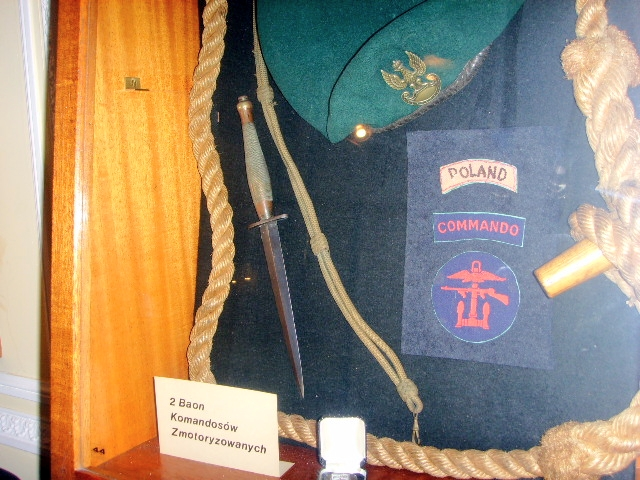
Gablota w Instytucie im. gen. Sikorskiego w Londynie

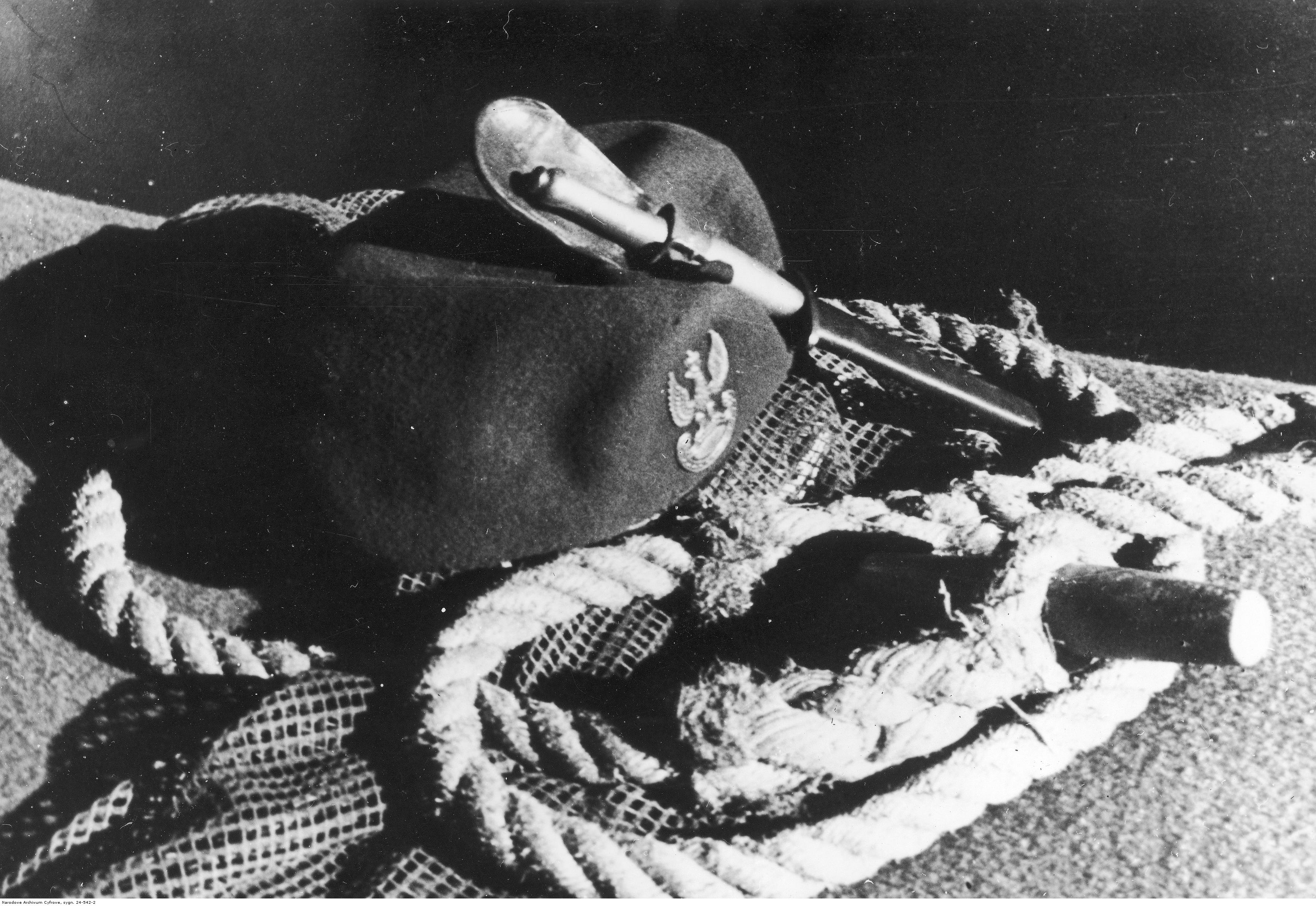
Wyposażenie 2 Batalionu Komandosów Zmotoryzowanych – zielony beret, lina toggle rope, siatka maskująca i sztylet Fairbairn-Sykes

2 Batalion Komandosów Zmotoryzowanych – pododdział piechoty zmotoryzowanej Polskich Sił Zbrojnych na Zachodzie. 

## Formowanie, zmiany organizacyjne i szkolenie
25 lipca 1944 w miejscowości Numana Naczelny Wódz, gen. broni Kazimierz Sosnkowski, w obecności dowódcy 2 Korpusu Polskiego, gen. dyw. Władysława Andersa, wizytując 1 Samodzielną Kompanię Commando, zapowiedział jej przeniesienie do Bazy 2 Korpusu Polskiego i przeformowanie w pięciokompanijne „Commando”. Zgodnie z zapowiedzią Naczelnego Wodza kompania 3 sierpnia 1944 opuściła m. Numana udając się na południe Włoch. Następnego dnia rzut kołowy dotarł do miejscowości San Basilio ze stacją kolejową na szlaku łączącym Bari z Tarentem. Dzień później dotarł tam także rzut kolejowy kompanii. W San Basilio kompania podporządkowana została, pod względem gospodarczym, dowódcy 7 Dywizji Piechoty. 15 sierpnia 1944 dowódca 2 KP rozkazał sformować batalion Commando – samodzielną jednostkę pod względem ewidencyjnym i gospodarczym, w składzie trzech kompanii szturmowych i kompanii ciężkiej, łączącej w sobie elementy kompanii wsparcia i kompanii dowodzenia. 
1 września 1944 stan ewidencyjny batalionu wynosił 18 oficerów oraz 236 podoficerów i szeregowców. 
10 października 1944 roku baon obchodził swoje święto w rocznicę przybycia 1 Samodzielnej Kompanii Commando do niedużej, nadmorskiej miejscowości Fairbourne w Walii.
29 października 1944 pododdział przeniesiony został do miejscowości Ostuni, położonej 35 km na północny zachód od Brindisi. 5 listopada 1944 roku została otwarta szkoła podoficerska dla 62 elewów wybranych z żołnierzy baonu.
Na początku listopada 1944 podjęte zostały wstępne decyzje zmierzające do sformowania dywizji pancernej. W skład tej wielkiej jednostki pancernej wejść miała 2 Brygada Pancerna, po uprzednim przeformowaniu jej z armijnej brygady czołgów. Zgodnie z brytyjskim etatem brygada pancerna wchodząca w skład dywizji pancernej miała mieć trzy pułki pancerne i batalion piechoty zmotoryzowanej (ang. Motor Battalion). Dowództwo II KP postanowiło przeformować batalion Commando w batalion motorowy. Jednostką bliźniaczą, w składzie 1 Dywizji Pancernej, był 10 Pułk Dragonów.
8 listopada 1944 roku oddział otrzymał rozkaz L.dz. 4753/M/SD/44 dowódcy 2 Korpusu z 22 października 1944 roku w sprawie nadania nazwy „2 Batalion Komandosów Zmotoryzowanych”. 
Batalion składał się z 5 kompanii. W jego szeregach znaleźli się komandosi z rozwiązanej 1 Samodzielnej Kompanii Commando, polscy partyzanci z Francji i Grecji, a także Polacy mający za sobą służbę w Wehrmachcie. Kadrę dowódczą batalionu zasiliło we wrześniu i październiku 1944, 11 oficerów posiadających przeszkolenie specjalne w Oddziale VI Sztabu Naczelnego Wodza, zaprzysiężonych na rotę przysięgi żołnierzy Armii Krajowej, uznani zostali „cichociemnymi”, którzy nie zdążyli być użyci. Ze względu, że tereny ich zrzutu i działalności znalazły się pod kontrolą sowiecką, nie zostali zrzuceni do kraju. Zasilili jednostki 2 Korpusu Polskiego, głównie 2 batalion komandosów zmotoryzowanych. W marcu 1945 roku wcielono do niego również 85 Litwinów – żołnierzy kontraktowych Wojska Polskiego. Kadra oficerska rekrutowała się z 1 sk „C”. 31 grudnia 1944 roku stan osobowy batalionu wynosił 34 oficerów i 831 szeregowców. 23 stycznia 1945 brytyjskie władze wojskowe wydały rozkaz o przeformowaniu polskiej samodzielnej kompanii Commando dotychczas wykazywanej jako 6 Polish Troop w 10. Commando (Inter-Allied) w 2 batalion komandosów o etacie WE/231/3. Otrzymał on dokumenty organizacyjno-etatowe batalionu motorowego brygady pancernej, o jaki wnosiły polskie władze wojskowe. 27 stycznia brytyjskie władze wojskowe odmówiły uznania jej za oddział Commando. Ignorując ten fakt, żołnierze nosili zastrzeżone dla formacji komandosów zielone berety oraz naszywki „Commando” na rękawach. Batalion miał spełniać rolę doborowej piechoty zmotoryzowanej, więc oprócz przeszkolenia typowego dla komandosów jego żołnierze odbyli intensywne ćwiczenia współpracy z bronią pancerną oraz treningi w obsłudze pojazdów i zwalczaniu czołgów. 12 marca 1945 batalion otrzymał niespodziewanie od władz brytyjskich nowy etat i dokumenty organizacyjno-etatowe WE/233/3, jak dla batalionu piechoty. Dowództwo polskie już nie dokonywało zmian organizacyjnych i co prawda bez plutonów rozpoznawczych przewidzianych dla poszczególnych kompanii szturmowych, dla których zabrakło sprzętu batalion skierowano na linię frontu.
8 stycznia 1945 roku szef Sztabu Naczelnego Wodza przedstawił prezesowi Rady Ministrów Tomaszowi Arciszewskiemu wniosek „w sprawie zapoczątkowania udziału Polskich Sił Zbrojnych przeciw Japonii u boku Anglo-Sasów w szczególności przy boku Stanów Zjednoczonych Ameryki”. W fazie wstępnej generał dywizji Stanisław Kopański proponował użyć batalionu „Commando”, jednego okrętu wojennego i jednego dywizjonu lotnictwa myśliwskiego. Użycie jednostki lotniczej rozpatrywano w dwóch wariantach. Pierwszy zakładał wysłanie całego dywizjonu, a drugi tylko personelu latającego, który pod polskim dowództwem miał wystąpić w ramach wyższego związku lotniczego sprzymierzonych.  

### Organizacja i obsada personalna batalionu
Dowództwo
- dowódca – mjr Władysław Smrokowski
- zastępca dowódcy – kpt. Stefan Zalewski
- adiutant – por. Józef Lubański
- oficer informacyjny – ppor. Jerzy Jachimowicz
- kwatermistrz – kpt. Bohdan Gołoński
- szef batalionu – st. sierż. Kazimierz Mizera

kompania dowodzenia
- dowódca – kpt. Maciej Zajączkowski
- zastępca dowódcy – por. Ryszard Żabicki

kompania wsparcia
- dowódca – por. Ryszard Gałła
- zastępca dowódcy – por. Edward Zalewski
- dowódca plutonu przeciwpancernego – ppor. Wacław Grek
- dowódca plutonu przeciwpancernego – ppor. Zygfryd Kopaczyński
- dowódca plutonu przeciwpancernego – pchor. Benedykt Chmiel
- dowódca plutonu ckm – ppor. ppor. Jerzy Szczapka
- dowódca plutonu plot. ckm – ppor. Andrzej Służewski

1 kompania motorowa
- dowódca – por. Tadeusz Lubuśka
- zastępca dowódcy – por. Jerzy Radliński

2 kompania motorowa
- dowódca – kpt. Bolesław Dubicki
- zastępca dowódcy – por. Janusz Kulesza
- dowódca III plutonu – ppor. Henryk Jedwab

3 kompania motorowa 
- dowódca – por. Andrzej Groele
- zastępca dowódcy – ppor. Wiktor Rzemieniecki

## Działania bojowe
Jednostka została włączona do 2 Brygady Pancernej i weszła do walki 17 kwietnia 1945 roku podczas bitwy o Bolonię. Szczególnie ciężkie walki toczyła 18 i 19 kwietnia o przeprawy na rzece Gaiana przeciwko elitarnej niemieckiej 1 Dywizji Strzelców Spadochronowych. Po zdobyciu Bolonii (21 kwietnia) batalion wziął udział w pościgu za wycofującym się na północ nieprzyjacielem. Wkrótce potem, 2 maja wojska niemieckie we Włoszech skapitulowały. W trakcie walk 2 Batalion Komandosów Zmotoryzowanych stracił 10 zabitych i 40 rannych.

## Po wojnie
Po zakończeniu działań bojowych batalion stacjonował w okolicach Bolonii. Na początku czerwca przeszedł do Porto Civitanova i gdzie przebywał do końca września 1945 roku. Od 1 października nowym miejscem postoju batalionu stały się koszary włoskie w Macerata, w których komandosi przebywali aż do końca pobytu we Włoszech.
Jego kadry, dzięki napływowi byłych jeńców wojennych, zostały zwiększone do 63 oficerów i 1033 szeregowych. 
W czerwcu i lipcu 1946 roku jednostka została przetransportowana drogą morską do Wielkiej Brytanii. Po przyjeździe rozmieszczony został w Duncombe Park, Helmsley, Yorkshire. 30 czerwca 1947 roku została rozwiązana z jednoczesnym przeniesieniem całego stanu osobowego do 206 Unit P.R.C. (Polish Resettlement Corp – Polski Korpus Przysposobienia i Rozmieszczenia). Z batalionu wyodrębniono zespół likwidacyjny pod dowództwem Juliana Kuczyńskiego, który od 1 czerwca prowadził rozliczenie ewidencji oddziału. Nominalnie (przez ostatni miesiąc) ostatnim dowódcą oddziału – ciągle figurującego jako 2 Batalion Komandosów – był por. Kuczyński, podczas gdy mjr Smrokowski został dowódcą nowej formacji.

## Odznaka batalionu
Odznakę tworzą trzy elementy godła Combined Operations – albatros w locie, kotwica oraz pistolet maszynowy, wpisane w okrągłą obwódkę. Wymiary: 30 mm. Wykonanie: Jan Główka.